# Llavea cordifolia
Llavea cordifolia – gatunek  paproci z rodziny orliczkowatych. Należy do monotypowego rodzaju Llavea. Występuje w Meksyku, Gwatemali i Kostaryce.

## Systematyka
Gatunek z rodzaju Llavea z podrodziny Cryptogrammoideae w obrębie rodziny orliczkowatych Pteridaceae.